# Tunnel (Aldo van Eyck)

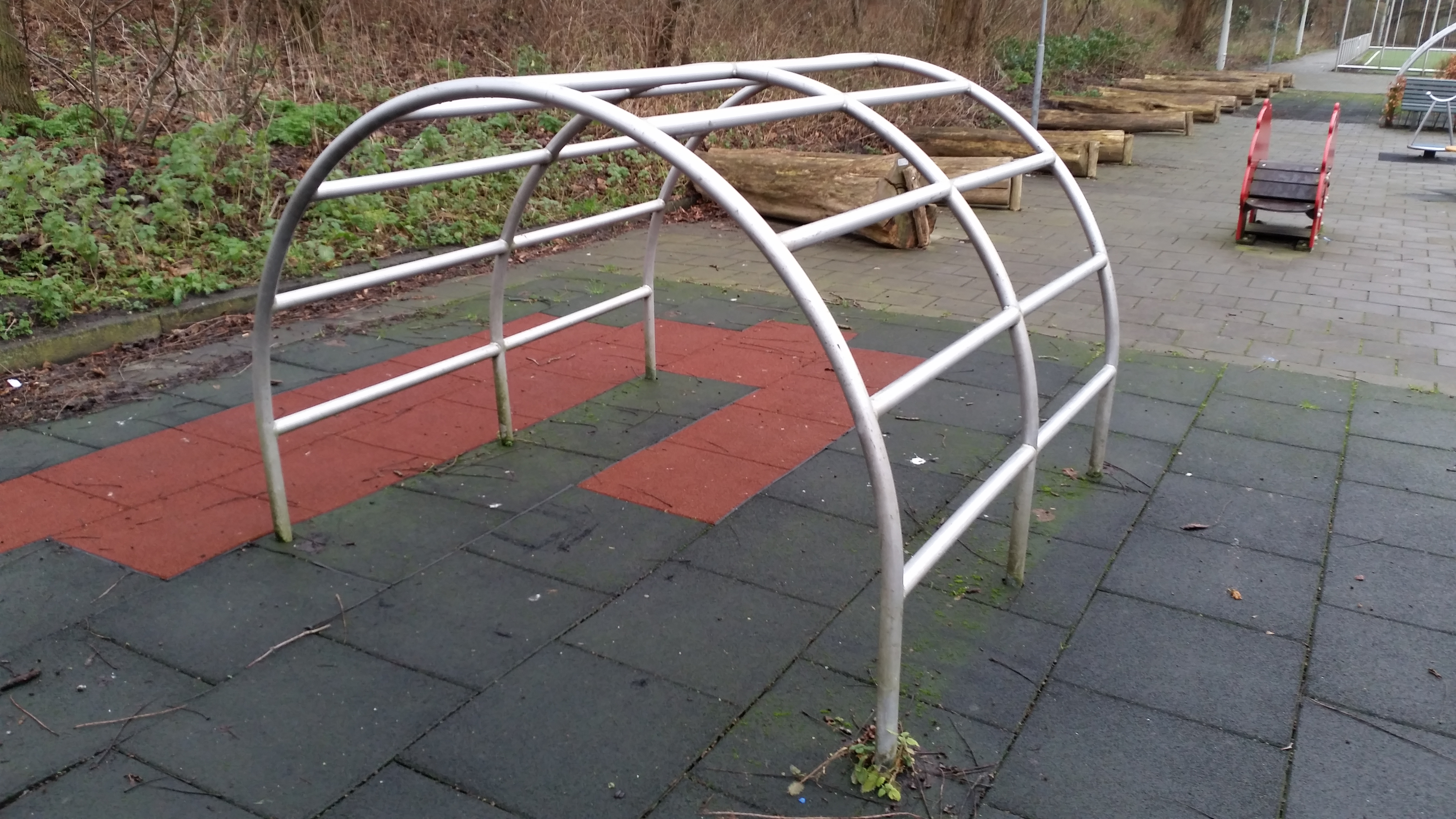
Klein model aan de Kramatweg (januari 2020)

Tunnel of wel Klimboog is toegepaste kunst ontworpen door architect Aldo van Eyck.
Aldo van Eyck was enige tijd werkzaam bij de Dienst der Publieke Werken in Amsterdam. Samen met Jacoba Mulder was hij verantwoordelijk voor de inrichting van honderden speelplaatsen in met name Amsterdam Nieuw-West, een wijk die destijds uit de grond werd gestampt. Voor die speelplaatsen ontwierp Van Eyck een zestal klimtoestellen (toren, trechter, koepel, tunnel etc.). Het toestel bestaat uit een eenvoudig in elkaar te zetten aluminium frame in de vorm van een tunnel; het heeft de vorm van een gebogen raster. Tussen de dwarsverbindingen hebben de ruimtes verschillende grootten. De Tunnel is er in diverse formaten.
De tunnel kan niet alleen beklommen worden, er kan ook aan gehangen worden en er kan door het gebogen oppervlak geklommen en gedaald worden. Bovendien kunnen kinderen, anders dan bij de Iglo (klimkoepel) door de tunnel rennen. 
De klimtoestellen werden geplaatst op speelplaatsen die centraal kwamen te liggen tussen de portiekwoningen waarbij ouders vanuit de woning of vanaf het balkon hun kroost in de gaten konden houden. De klimtoestellen zijn geheel opengewerkt. Er zouden meer dan 700 speelplaatsen zijn geweest naar model van Van Eyck en Mulder; een groot deel daarvan is later verdwenen of opnieuw ingericht, waarbij Van Eycks creaties verdwenen.
Het Rijksmuseum Amsterdam heeft in 2013 van elk type een exemplaar in haar tuinen geplaatst, niet alleen om ze tentoon te stellen, maar ook als speelobject voor kinderen.
Van Eyck ontwierp voor die Publieke Werken ook "echte bouwwerken" zoals bruggen.